# Bătălia de la Towton
Bătălia de la Towton (pronunțat în engleză ˈtaʊtən) a avut loc în Duminica Floriilor, pe o vreme cu ninsoare, la 29 martie 1461 pe un platou dintre satele Towton și Saxton din Yorkshire (la circa 19 km sud-vest de York și 3 km sud de Tadcaster).
Bătălia a făcut parte din Războiul celor Două Roze, dus între casele York și Lancaster pentru controlul tronului Angliei. Bătălia a fost o victorie decisivă a yorkiștilor.
Towton a fost cea mai mare bătălie dată pe pământ britanic. Circa 50.000–80.000 de soldați au luptat în ea, inclusiv 28 de lorzi (aproape jumătate din nobilimea cu titluri de la vremea aceea), predominant de partea lancastriană. Una dintre cele mai frecvent citate cifre este de 42.000 de lancastrieni și 36.000 de yorkiști.
A fost și cea mai sângeroasă bătălie dată vreodată pe pământ englez. Pierderile exacte sunt încă în discuție, și sunt extrem de dificil de evaluat cu precizie, estimările fiind în jurul a 28.000 de victime, circa 1% din populația întregii țări la acea vreme.

## Context
Războiul Rozelor a izbucnit în 1455, între susținătorii regelui Henric al VI-lea (lancastrienii), și cei ai lui Richard, duce de York (yorkiștii). York, cel mai puternic și mai bogat nobil pierduse favorurile curții și căuta de cinci ani să obțină un rol în guvernare. Henric, care urcase pe tron în copilărie, își pusese la majorat toată încrederea în clica de nobili, ceea ce a dus la un grav dezechilibru al guvernării, chiar după standardele acelei vremi. El era afectat și de crize ale unei boli mintale. Regina lui, Margareta de Anjou, a devenit cel mai hotărât adversar al lui York și al oricui amenința dreptul din naștere al fiului ei, tânărul Edward de Westminster.
În 1459, războiul s-a reluat și s-a intensificat, și a fost marcat de mai multe schimbări rapide de situație. La bătălia de la Northampton din 1460, armata lancastriană a fost învinsă iar Henric a fost capturat. Ca urmare, Richard a încercat să obțină tronul, dar susținătorii lui nu erau gata să facă acest pas, impunând în schimb Legea de Acord, prin care fiul lui Henric era dezmoștenit, iar Richard avea să devină rege după moartea lui Henric. Ca răspuns, Margareta a început să adune o armată de adversari ai lui York în nordul Angliei. York a luat o armată spre nord pentru a rezolva această problemă, dar a subestimat forța inamicului. În bătălia de la Wakefield, el a fost ucis și armata sa distrusă.
Marea armată a Margaretei a început marșul spre sud, prădând peste tot în drum. După a doua bătălie de la St Albans, ei au învins armata yorkistă a lui Richard Neville, al 16-lea Conte de Warwick (poreclit apoi „făcătorul de regi”). Warwick îl adusese pe regele captiv Henric pe câmpul de luptă și, după bătălie, acesta a fost eliberat de armata lancastriană.
Margareta avea acum șansa de a intra în Londra, pentru a-și legitimiza partea, dar primarul și cetățenii s-au temut de jaful ce ar fi putut fi comis de indisciplinata sa armată și i-a refuzat dreptul de a intra. În timp ce negocierile continuau, Margareta a aflat că fiul cel mare al lui York, Edward, Earl de March, distrusese o altă armată lancastriană în bătălia de la Mortimer's Cross la granițele Țării Galilor, și făcuse joncțiunea cu restul forțelor lui Warwick. Cu această amenințare în spatele armatei sale, Margareta a început să se retragă spre nord.
Warwick l-a proclamat pe Edward rege sub titlul de Edward al IV-lea. La 4 martie, Edward a fost încoronat în grabă într-o ceremonie la Londra. A doua zi, Edward însuși s-a hotărât să ia inițiativa militară și să se deplaseze spre nord în speranța de a-i învinge definitiv pe susținătorii lui Henric.

## Preludiul
Forțele lui Edward s-au deplasat spre nord, de la Londra la St Albans, în trei detașamente, conduse de Contele de Warwick, unchiul lui Warwick, Lord Fauconberg, respectiv de Edward însuși. Warwick și Fauconberg au ajuns la St Albans la 11 martie 1461. Warwick a mers apoi spre nord-vest către Coventry și Lichfield, iar Fauconberg a mers spre nord-est către Royston și Cambridge, după care a întors spre nord și nord-est spre Peterborough, Stamford, Grantham, și apoi Nottingham, unde au ajuns la 22 martie. Edward a ajuns la St Albans la 12 sau 13 martie și a pornit de acolo pe urmele lui Fauconberg.

### Bătălia de la Ferrybridge
La sfârșitul lui martie, avangarda armatei yorkiste conduse de John Radcliffe, Lord Fitzwater, au ocupat Ferrybridge, unde un pod trecea peste râul Aire. Armata lancastriană trecuse peste acel pod în drumul său spre nord de-a lungul Old London Road, și se pare că fie l-a distrus, fie l-a avariat pentru a preveni utilizarea sa de către yorkiști, astfel încât atunci când oamenii lui Fitzwater au sosit, a trebuit să construiască o punte temporară peste Aire, probabil pe stâlpii vechiului pod.
La 28 martie, o forță lancastriană călare de circa 500 de oameni conduși de John Neville și Lord Clifford i-au atacat pe oamenii lui Fitzwater la Ferrybridge, i-au luat prin surprindere și i-au învins. Fitzwater a fost și el surprins și ucis înainte de a se îmbrăca în armură. Un alt yorkist de frunte, bastardul de Salisbury, frate pe jumătate al lui Warwick, a murit și el.
Warwick însuși ar fi comunicat lui Edward vestea înfrângerii, posibil când Edward era la Nottingham, dar, fie că așa s-a întâmplat, fie că altfel, Edward a organizat rapid un contraatac. Până la sosirea lui Edward, însă, lancastrienii, conduși de Somerset și de Richard Woodville, Lord Rivers întărise podul și pusese forțele ușoare pe malul sudic al Aire-ului pentru a întârzia avansul yorkiștilor.
Când a sosit Edward cu grosul armatei sale, ea nu a putut recuceri trecerea, în ciuda unei bătălii grele care a durat de la prânz până la ora 6:00 p.m., în care se spune că ar fi murit 3.000 de oameni. Edward însuși a luptat descălecat în această bățălie, și Warwick ar fi fost rănit ușor. Yorkiștii au reușit în cele din urmă să-i oblige pe lancastrieni să se retragă când un detașament al lui Fauconberg a urcat 5 km în amonte și a trecut râul Aire printr-un vad la Castleford.

### Urmărirea până la Dinting Dale
Aflând că armata yorkistă înconjurase poziția lancastriană de la pod, Clifford s-a retras pe Old London Road către Sherburn-in-Elmet și Towton. În vreme ce Clifford și oamenii săi mergeau călare pe drum, au fost urmăriți de călăreții yorkiști ai lui Fauconberg, care i-au prins din urmă în valea unui pârâu pe nume Dintingdale, la doar patru kilometri sud de Towton, și de armata lancastriană principală. Clifford a fost el însuși ucis, zice-se, de o săgeată în gât (deși trupul său nu a fost identificat, fiind tăiat în bucăți de yorkiști).

## Bătălia
La 29 martie, armata yorkistă a început să traverseze podul reparat de la Ferrybridge. Vremea era rea, cu vânturi reci și ninsoare.
Edward i-a condus pe yorkiștii de pe flancul stâng, Warwick era în centru, iar Fauconberg, în dreapta. Un alt contingent yorkist din comitatele de est, în frunte cu ducele de Norfolk întârziase și era încă în drum spre câmpul de luptă.
Armata lancastriană ocupa un platou înalt, flancul drept fiind protejat de un pârâu denumit Cock Beck. Armata era condusă de ducele de Somerset, care comanda el însuși centrul, earlul de Northumberland comandând dreapta, iar ducele de Exeter, stânga.
Deși lancastrienii ocupau o poziție puternică, cu câmp bun de tragere pentru arcași și cu yorkiștii forțați să urce un deal pentru a-i ataca, nu erau pregătiți de vremea rea. Arcașii yorkiști aveau vântul în spate, și deci aveau rază de acțiune mai mare decât omologii lor lancastrieni, care erau și orbiți de zăpada care le cădea în față. Mai multe companii de arcași yorkiști au tras salve de săgeți spre liniile lancastriene, după care s-au retras din raza de acțiune a lancastrienilor. După aceea, ei au avansat din nou și au adunat săgețile inamicului căzute, înainte de a repeta manevra. În câteva locuri, soldații lancastrieni au avansat pentru a provoca lupte corp la corp și a scăpa de ploaia de săgeți, pierzând avantajul terenului înalt.
Luptele corp la corp au fost intense. De mai multe ori, combatanții a trebuit să se oprească să tragă cadavrele din drum înainte de a ajunge la dușmani. Luptele au continuat câteva ore, niciuna din părți necâștigând un avantaj decisiv, până la începutul dupăamiezei, când a sosit și contingentul lui Norfolk, care a întărit flancul drept yorkist. Lancastrienii de pe flancul stâng au fost astfel depășiți numeric, în această parte a câmpului de luptă începând dezastrul lancastrian. Unii dintre lancastrieni au încercat să fugă spre nord, către Tadcaster, dar majoritatea erau acum împinși spre dreapta în pârâul Cock Beck.

## Urmări

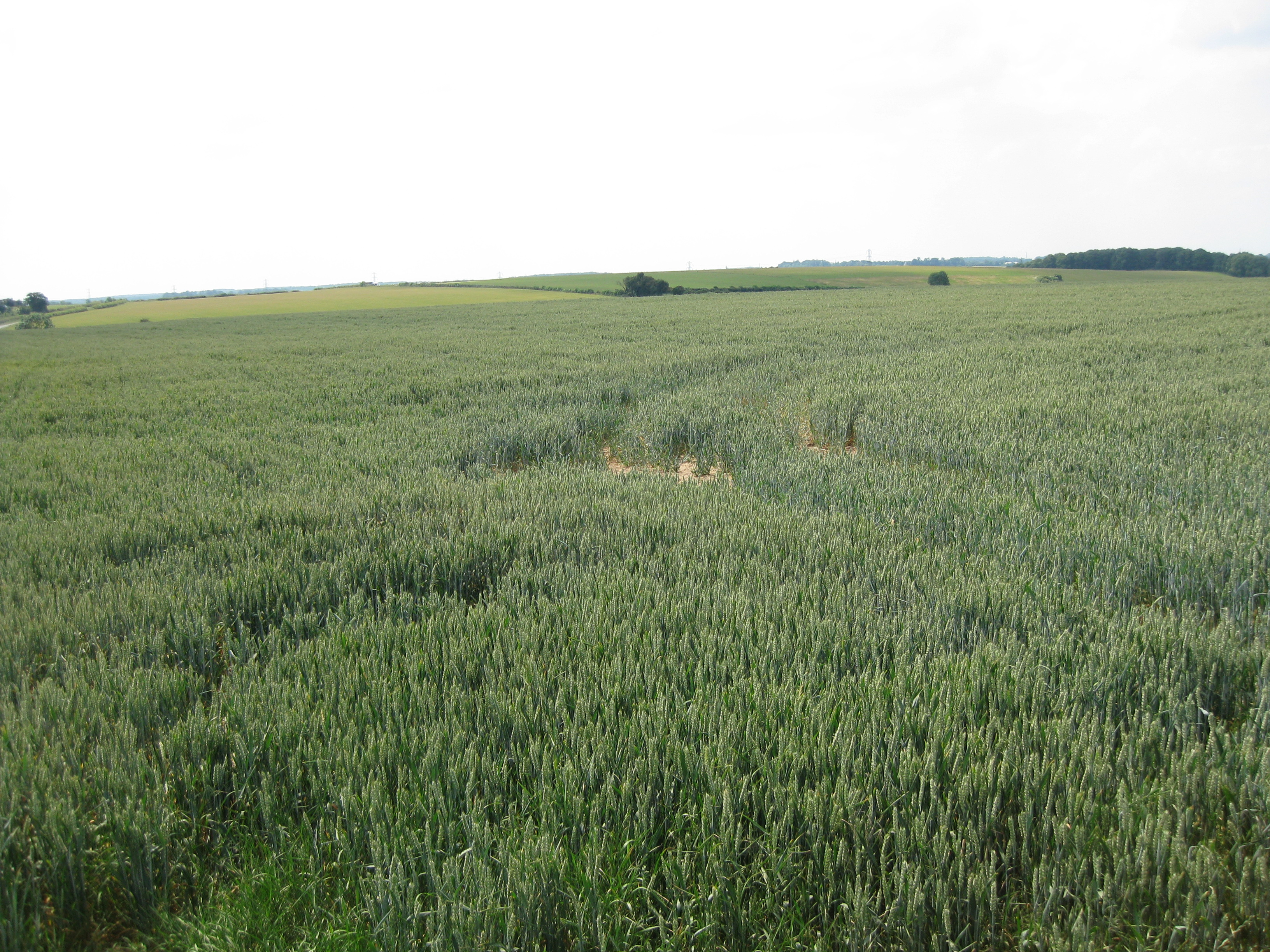
Vedere către sud peste câmpul de bătălie, spre Bloody Meadow (câmpul mai deschis la culoare)

Se crede că mult mai mulți oameni au murit în retragerea dezordonată decât în luptă. Un posibil motiv pentru numărul mare de morți este cel că ambele tabere hotărâseră să nu ia prizonieri. Câteva poduri peste râurile din zonă s-au rupt sub greutatea oamenilor înarmați, aceștia prăbușindu-se în apa rece. Cei rămași pe malul celălalt fie s-au înecat încercând să treacă, fie au fost încercuiți de inamici și uciși. Cel mai crunt măcel a avut loc la Bloody Meadow, unde se spune că s-a traversat râul Cock pe podul format de trupurile celor căzuți. De la Towton până la Tadcaster câmpul era plin de cadavre. Lancastrienii în retragere erau ținte ușoare pentru călăreții și pedestrașii yorkiști, care au ucis pe mulți care își abandonaseră armele și își aruncaseră coifurile pentru a putea respira în alergare. La Tadcaster, unii lancastrieni au încercat să mai opună rezistență și au murit.
Dezastrul a durat toată noaptea și a doua zi dimineață, când resturile armatei lancastriene a intrat în York în panică. Margareta, Henry și Somerset au fugit spre nord în Scoția, în timp ce lorzii lancastrieni care nu au fost uciși sau deposedați de titluri  au fost obligați să facă pace cu Edward al IV-lea. Majoritatea înalților comandanți lancastrieni au reușit să fugă de pe câmpul de luptă, deși earlul de Northumberland și un alt comandant al grănicerilor de la frontiera anglo-scoțiană, Ralph, Lord Dacre, au murit.